# Cliff Young
Albert Ernest Clifford „Cliff“ Young OAM (* 8. Februar 1922; † 2. November 2003) war ein australischer Landwirt und Leichtathlet aus Beech Forest, Victoria, der durch seinen unerwarteten Sieg beim Ultramarathon von Sydney nach Melbourne im Alter von 61 Jahren bekannt wurde.

## Leben
Young wurde als ältester Sohn und drittes von sieben Kindern von Mary und Albert Ernest Young geboren. Er wuchs auf einer Schaf-Farm in Beech Forest im Südwesten von Victoria außerhalb von Melbourne auf. Die Farm war knapp 800 ha groß und beherbergte etwa 2000 Schafe. Als Kind musste Young das Vieh zu Fuß zusammentreiben, da die Familie während der Depression sehr arm war und sich keine Pferde leisten konnte. Young übernahm die Farm zusammen mit seinem Bruder Sid nach dem Tod seines Vaters.

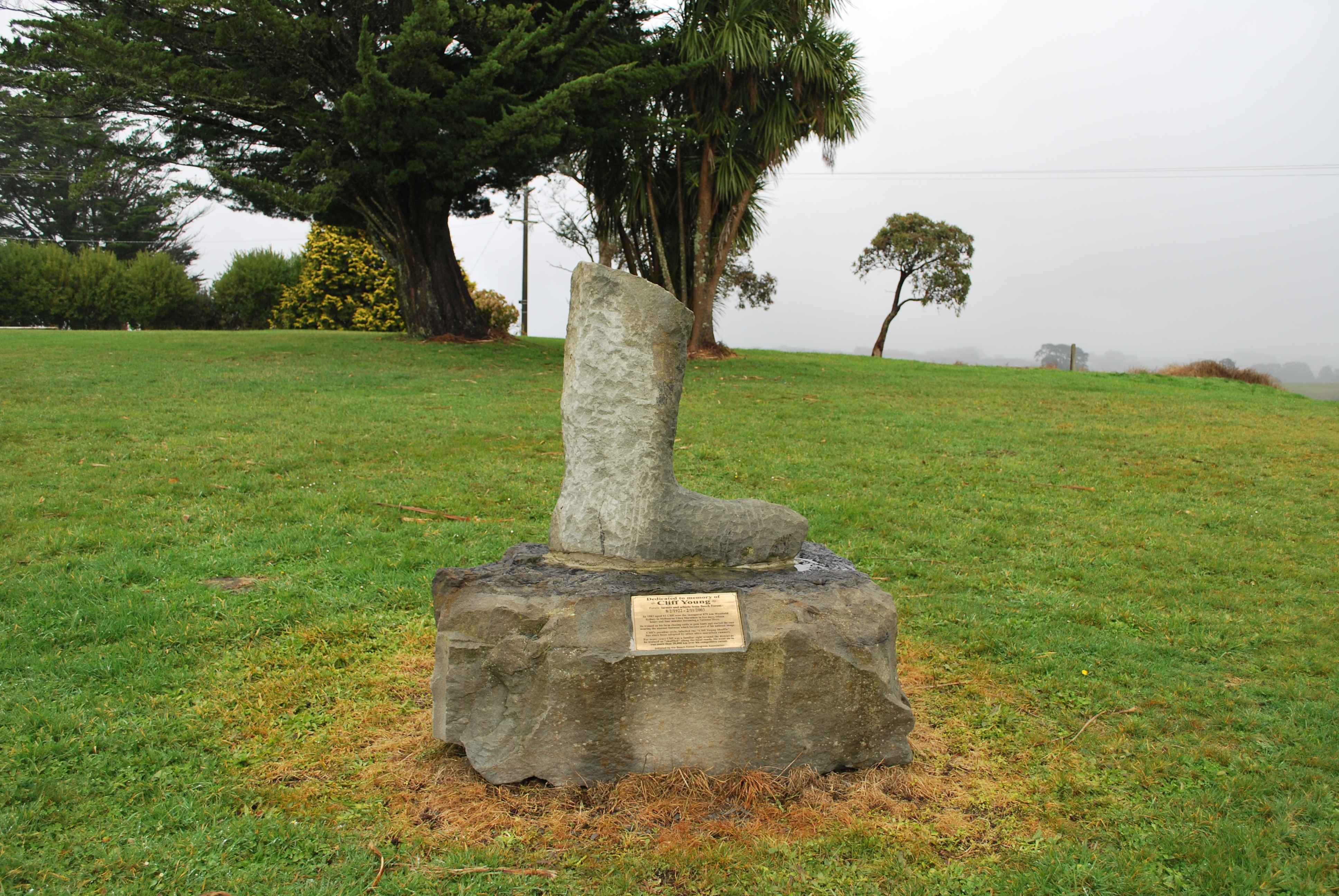
Gedenkstätte für Young in Form eines Gummistiefels in Beech Forest, Victoria

Im Jahre 1982, nachdem er monatelang auf den Otway Ranges trainiert hatte, versuchte Young 1000 Meilen um den Colac Memorial Square zu laufen. 1983 gewann Cliff Young im Alter von 61 Jahren den ersten Ultramarathon von Westfield Sydney nach Melbourne, dessen Strecke 544 Meilen (ungefähr 875 Kilometer) betrug. Er wurde durch dieses Rennen so berühmt, dass sich noch im selben Jahr das „Cliff Young Australian Six-Day Race“ etablierte.
Für seine Verdienste wurde er 1984 mit der Medaille des Order of Australia ausgezeichnet.

## Der „Young-Shuffle“
Young lief mit einem geringen Tempo, so dass er nach einem Tag schon viele Meilen Rückstand auf seine Kontrahenten hatte. Aber nachdem er einen Tag komplett durchgelaufen war und auch in den restlichen Tagen nur sehr wenig schlief, während seine Mitstreiter mehrere Stunden pro Tag ruhten, holte er auf und gewann den Ultramarathon mit einem Vorsprung von etwa 1,5 Tagen gegenüber den übrigen Profiläufern. Youngs Technik wurde von mehreren Ultramarathonläufern übernommen, da mit dieser erheblich weniger Energie aufgewendet werden muss. Mehrere der „Cliff Young Australian Six-Day Race“-Sieger verwendeten diese „Herangehensweise“.